# کاظم محمد
کاظم محمد (متولد ۱۳۱۷) پژوهشگر ایرانی و استاد ممتاز بازنشستهٔ دانشگاه علوم پزشکی تهران است. او دارای کارشناسی ارشد مهندسی شیمی و نفت و دکتری آمار زیستی است. دکتر محمد پس از فارغ التحصیلی در رشته آمار زیستی از دانشگاه کالیفرنیا به ایران بازگشت و گروه های مختلف آمار را در دانشگاههای مختلف از جمله دانشگاه تربیت مدرس تاسیس کرد.وی عضو انجمن آمار آمریکا، رئیس مرکز ملی تحقیقات علوم پزشکی کشور در سالهای ۷۹ تا ۸۱ و مجری طرح ملی سلامت و بیماری در ایران بوده است.